# Ekenäs centrumplan
Ekenäs centrumplan (fiń. Tammisaaren keskuskenttä) – wielofunkcyjny stadion w Ekenäs (fiń. Tammisaari), w Finlandii. Obiekt może pomieścić 2500 widzów. Swoje spotkania rozgrywają na nim piłkarze klubu Ekenäs IF.